# Фронт визволення Еритреї
Фронт визволення Еритреї (англ. Eritrean Liberation Front) — основний сепаратистський рух на території Еритреї, що домагався незалежності Еритреї від Ефіопії у 1960-х і 1970-х роках.

## Історія
Рух було засновано на початку 1960-х років і вступив до жорсткого протистояння з державою, застосовуючи методи партизанської тактики бою для продовження боротьби. Незважаючи на те, що рух став великою проблемою для ефіопської держави, він не зміг досягти незалежності для Еритреї. У 1970-х роках група членів Фронту розколола його та створила Народний фронт визволення Еритреї, повстанський рух більш лівацького спрямування. До 1980-х років НФОЕ замінив попередній Фронт визволення Еритреї як основну сепаратистську силу.
Коли Еритрея здобула незалежність на початку 1990-х років, Народний фронт визволення Еритреї змінив назву на Народний фронт за демократію та справедливість, включивши до свого складу колишніх членів ФОЕ, а бійці, що лишились у лавах Фронту стали невеликою групою повстанців на рівнинних підступах до Судану. ФОЕ провів з'їзд 1995 року у Гондарі (Ефіопія), де було викрито суперечності у поглядах між засновниками ФОЕ Ахмедом Мохаммедом Нассером, Хіруєм Тадлою Байру (Hiruy Tadla Bayru) та новими його лідерами Сійумом Огбамікаелом (Siyoum Ogbamichael), Хуссейном Келіфою (Hussein Kelifah) та Вельдеєсусом Аммаром (Weldeyesus Ammar).
Сучасний ФОЕ входить до складу об'єднаної опозиції в Еритреї, Еритрейського національного альянсу. Очевидно, нині Фронт отримує військову допомогу від Ефіопії й від тимчасового уряду Сомалі, що базується у Байдоа.